# Circassianos em Israel
Circassianos em Israel (em adigue:  Израилым ис Адыгэхэр, em hebraico: הצ'רקסים בישראל) são israelitas que são étnicos Circassianos. Eles são um ramo da diáspora circassiana, ocorrida como consequência do genocídio circassiano no século XIX, levada a cabo pelo Império Russo durante o Guerra Russo-Circassiana.  A população de circassianos em Israel é de 4.000 a 5.000 e em sua maioria são muçulmanos. Sua língua materna é o adigue.
Os circassianos são um grupo étnico e uma nação do noroeste do Cáucaso, originário do país-região histórica da Circássia no Cáucaso do Norte.
Os circassianos israelenses aderem em grande parte ao islã sunita e vivem principalmente em duas cidades: Kfar Kama (em adigue:  Кфар Кама) e Rehaniya (em adigue:  Рихьаные). Eles são descendentes de dois grupos da diáspora circassiana que se estabeleceram no Galileia pelo Império Otomano na década de 1870.
Os circassianos são um dos três únicos grupos minoritários em Israel (juntamente com os drusos e beduínos do Neguev) recrutados para o serviço militar obrigatório nas Forças de Defesa de Israel (FDI).

## História

### Era otomana
A Circássia foi uma terra cristã por 1.000 anos, mas do século XVI ao século XIX, eles foram islamizados sob a influência de tártaros da Crimeia e turcos otomanos. Os circassianos chegaram ao Médio Oriente depois que eles foram expulsos de sua terra natal no noroeste Cáucaso. Os circassianos, que lutaram durante o Guerra Russo-Circassiana em meados do século XIX contra o Império Russo quando estes capturaram o norte do Cáucaso, foram massacrados e expulsos pela Rússia czarista do Cáucaso. O Império Otomano, que viu os circassianos como combatentes experientes, absorveram-nos em seu território e os instalaram em zonas pouco povoadas, incluindo a Galileia.
Os exilados circassianos fundaram Rehaniya (14km ao norte de Safed) em 1878, e Kfar Kama (21km a sudoeste de Tiberíades) em 1876. Depois de terem sido deportados uma segunda vez, desta vez dos Bálcãs, pela Rússia, as autoridades otomanas estabeleceram circassianos em áreas do Levante como um baluarte contra os beduínos e drusos, que por vezes resistiram ao domínio otomano, bem como a qualquer indício de nacionalismo árabe, evitando ao mesmo tempo estabelecer circassianos entre os maronitas devido aos problemas internacionais que isto poderia causar.
No início, os colonos circassianos enfrentaram muitos desafios. Os beduínos os viam como" posseiros " de suas pastagens e apropriadores de suas nascentes, bem como agentes pró-otomanos colocados lá para minar sua autonomia, e o nacionalismo árabe à medida que emergia tendia a considerar os circassianos com suspeita; a cultura circassiana ocasionalmente colidia com os costumes árabes também, com os árabes locais olhando com horror para a dança pública de homens e mulheres circassianos misturados em festivais. Na época, o domínio otomano da área era leve e não havia governo real e nenhuma aplicação da lei, e em várias áreas da região mais ampla do Levante, conflitos armados eclodiram com frequência entre circassianos e outros grupos locais, especialmente grupos de beduínos e drusos na Síria, ocasionalmente com pouca ou nenhuma intervenção otomana; algumas dessas rixas continuaram até meados do século XX. A comunidade chechena da Síria, que havia chegado ao mesmo tempo que os circassianos, foi quase aniquilada por doenças, guerras e destruição em 1880. No entanto, no norte da Palestina, os circassianos prevaleceram e os viajantes europeus elogiaram seus "métodos agrícolas avançados" e habilidade na criação de animais.
Ao longo do tempo do Império Otomano, os circassianos mantiveram-se reservados e preservaram sua identidade separada, mesmo tendo seus próprios tribunais, nos quais não tolerariam nenhuma influência externa, e vários viajantes notaram que nunca esqueceram sua terra natal, pela qual ansiavam continuamente.

### Mandato Britânico
Os circassianos na Palestina mantinham boas relações com o Yishuv e, mais tarde, a comunidade judaica em Israel, em parte devido à língua partilhada com muitos imigrantes da Rússia da Primeira Aliá que se estabeleceram na Galileia. Circassianos e judeus também simpatizavam com as histórias de exílio uns dos outros. Quando o conflito entre judeus e árabes começou durante o Mandato Britânico, os circassianos geralmente assumiam posições neutras ou pró-judaicas.
O censo da Palestina de 1922 lista 656 falantes da língua circassiana (3 no distrito sul, 9 em Jerusalém-Jaffa e 641 no Distrito Norte), incluindo 15 em áreas municipais (3 em Jerusalém, 3 em Jafa, 5 em Haifa, 1 em Tiberíades, e 3 em Beersheba).

### Estado de Israel
Os circassianos preferiram permanecer neutros no Guerra Árabe–Israelense de 1948. A pedido dos seus líderes comunitários, desde 1958, todos os circassianos do sexo masculino devem completar o serviço militar obrigatório nas Forças de Defesa de Israel ao atingir a maioridade, enquanto as mulheres são isentas, principalmente devido à diferença cultural. Neste caso, são iguais aos drusos israelitas e beduínos israelitas que vivem no Estado de Israel propriamente dito (isto exclui a maior parte da população drusa que vive nas colinas de Golã), enquanto homens e mulheres servem entre os judeus israelitas. A porcentagem de recrutas do exército entre a comunidade circassiana em Israel é particularmente elevada. Muitos circassianos também servem na Polícia Nacional de Israel, Polícia de Fronteiras de Israel e no Serviço Prisional de Israel.

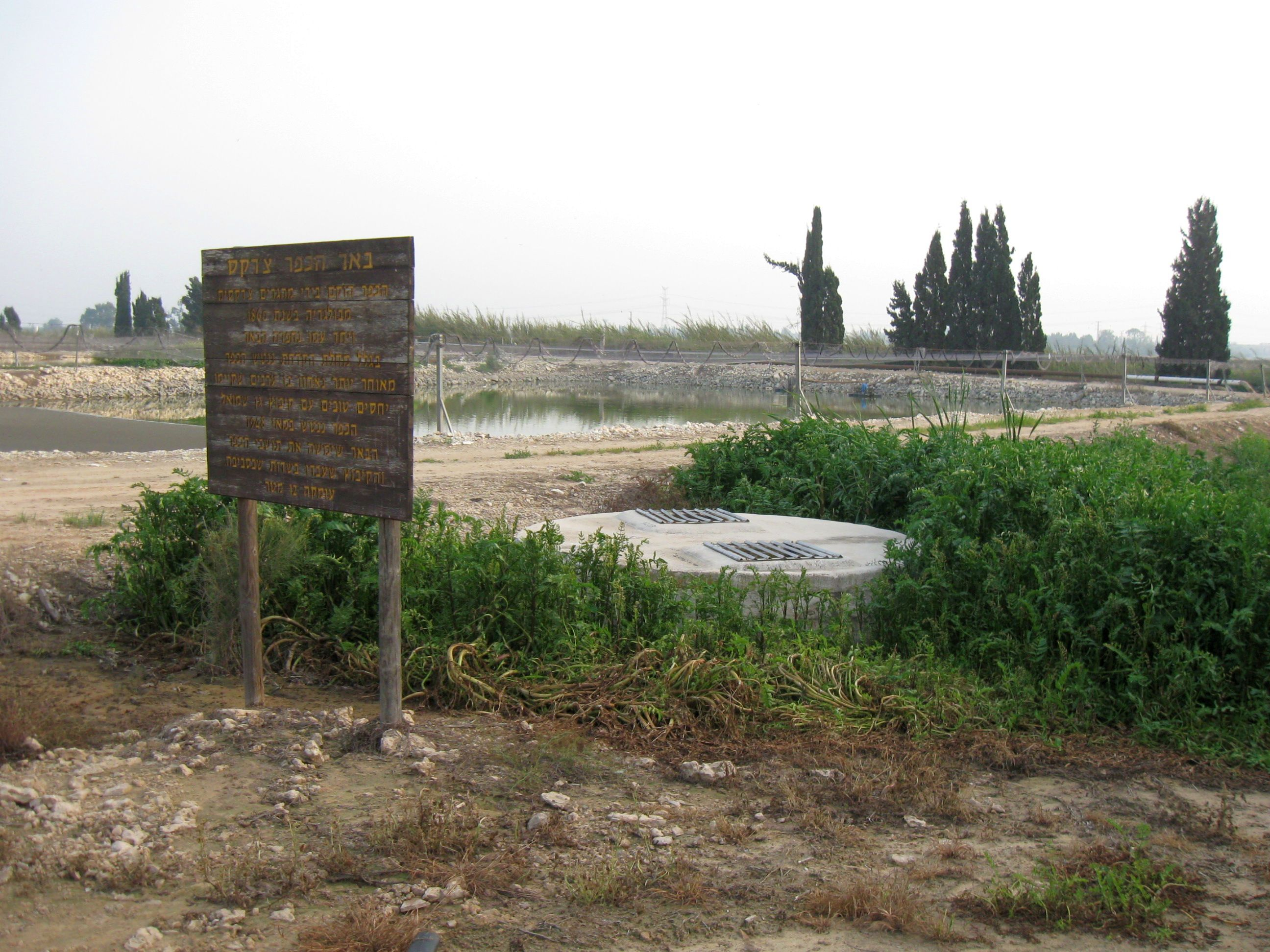
Local de uma aldeia circassiana fundada em 1860, abandonada devido à malária.

Em 1976, a comunidade circassiana ganhou o direito de manter seu próprio sistema educacional separado do Departamento de Assuntos Árabes do governo israelense. Por conseguinte, a comunidade gere o seu próprio sistema educativo separado, o que garante que a sua cultura seja transmitida às gerações mais jovens. Em 2011, o Knesset aprovou um projeto de lei que destinava NIS 680 milhões de ao desenvolvimento da educação, do turismo e da infra-estrutura nas aldeias circassianas e drusas.

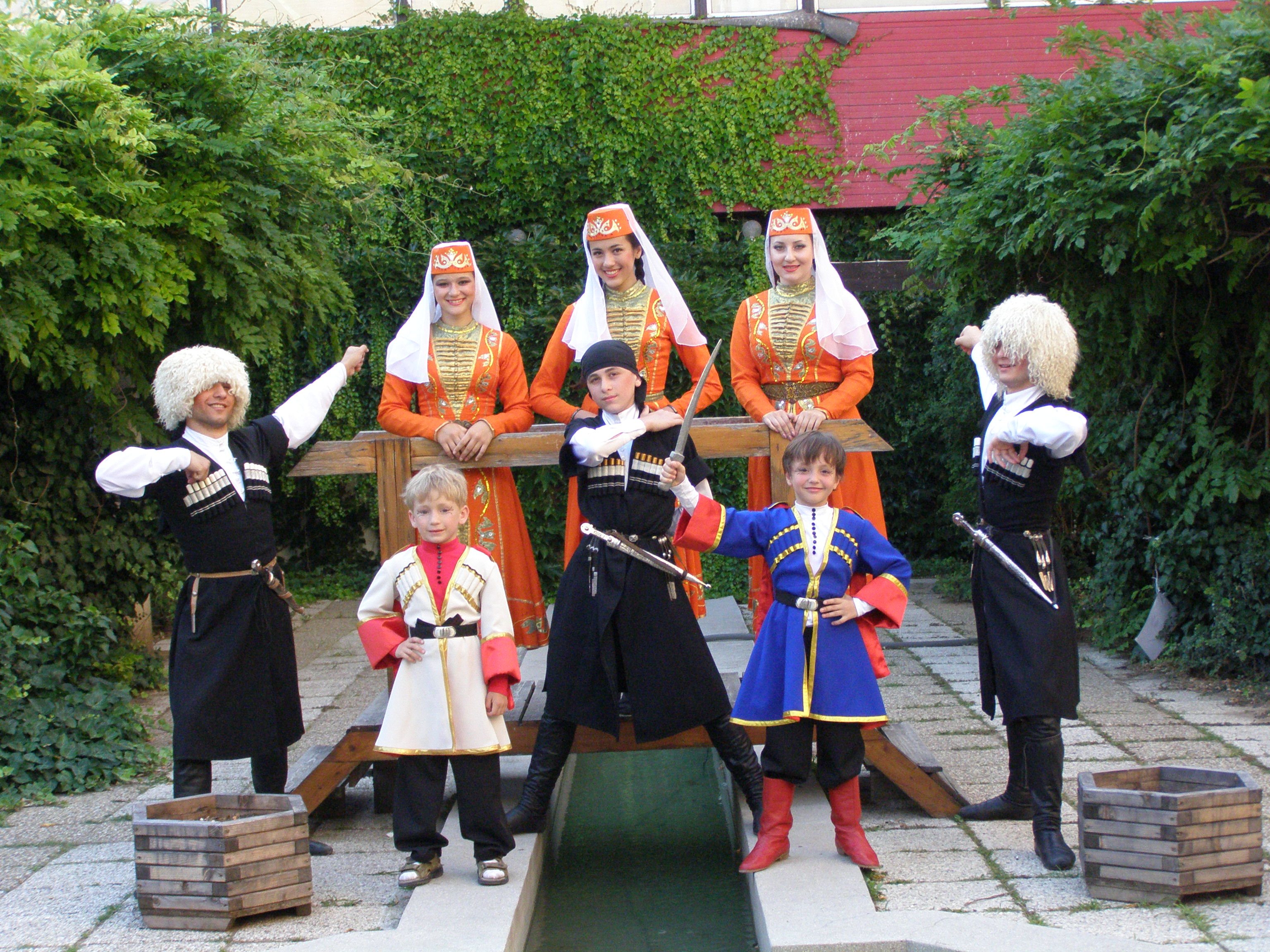
Juventude circassiana em trajes tradicionais em Israel

## Demografia
Circassianos israelenses adotaram a prática ocidental de famílias menores, com uma média de dois filhos por família, em comparação com a taxa nacional de 3,73 crianças por família. Falam ambos adigue e hebraico, e muitos também falam árabe e inglês, enquanto cultivam a sua herança e cultura únicas.

### Identidade circassiana

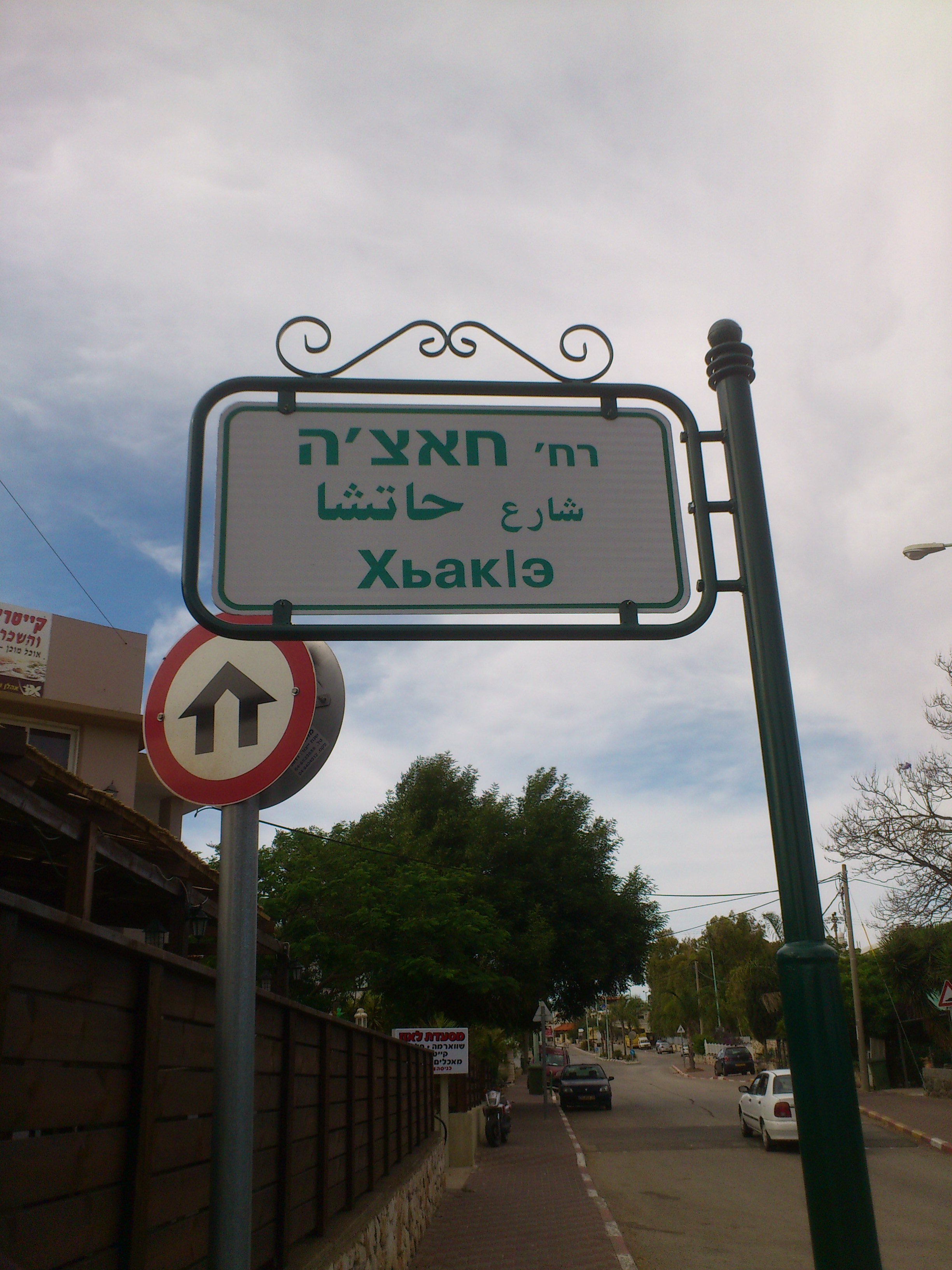
Sinal de rua em língua circassiana em Israel

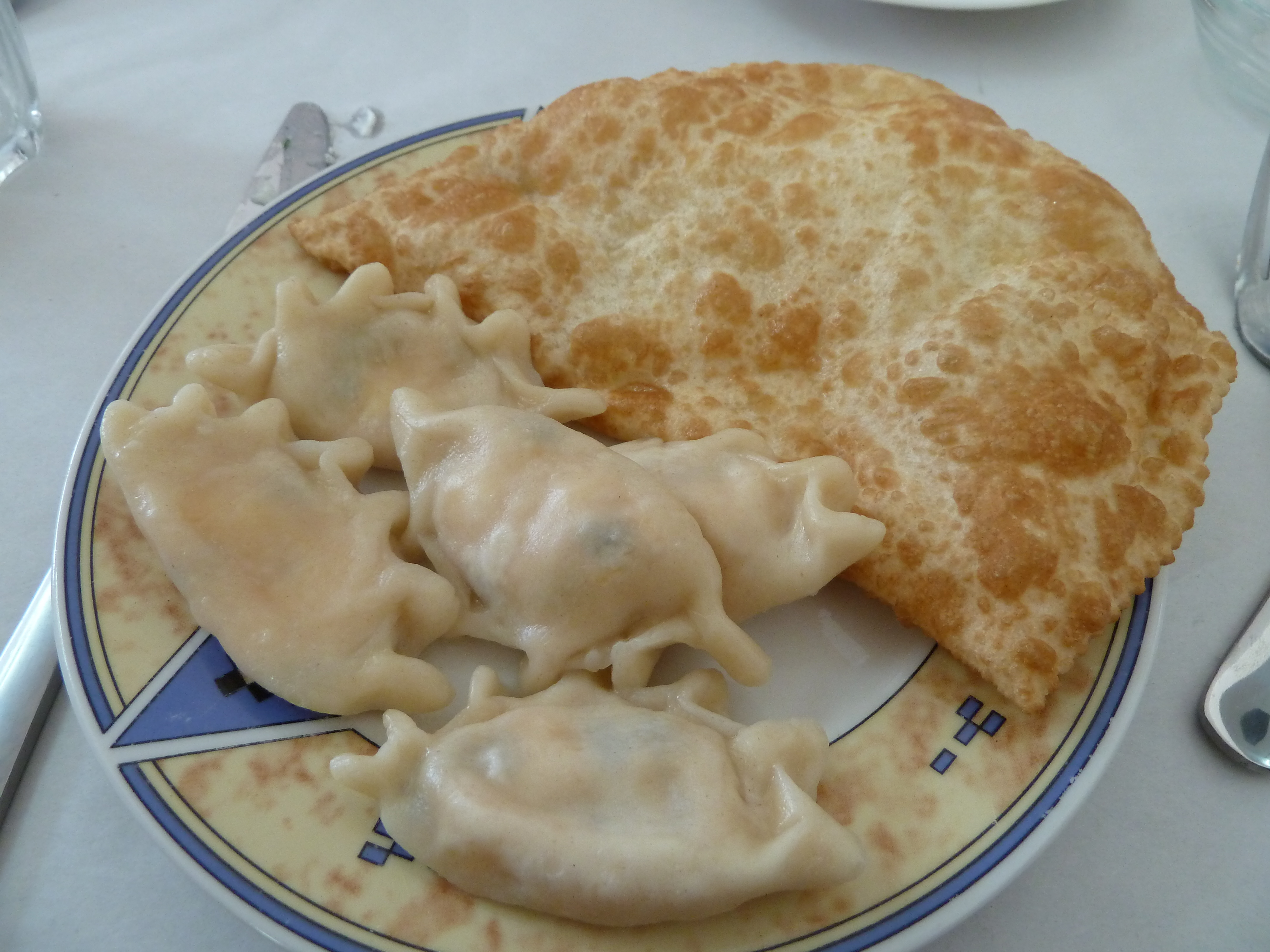
Pratos tradicionais circassianos: haliva e mataz.

Embora os circassianos sejam leais a Israel, sirvam nas FDI e tenham "prosperado" como parte de Israel, e preservando sua língua e cultura, para muitos circassianos israelitas, a sua principal lealdade continua a ser para com a sua nação dispersa, com, para alguns, o desejo de "reunir todos os circassianos no mesmo lugar, seja de forma autônoma, uma república dentro da Rússia ou um Estado de fato". Influenciado pelo movimento global de nacionalismo circassiano, alguns circassianos israelitas regressaram à Circássia, governada pela Rússia, apesar da atual situação política no norte do Cáucaso. Alguns circassianos que emigraram para Circássia voltaram depois de se desiludirem com o baixo padrão de vida na pátria circassiana, embora alguns tenham permanecido.

### Posição socioeconómica
Em 2012, foi relatado que 80% da geração mais jovem de circassianos em Israel tinha um diploma pós-secundário. No geral, em Israel, a porcentagem de cidadãos adultos com um grau pós-secundário é de 49%.
Em 2007, as autoridades circassianas e drusas em Israel lançaram uma iniciativa conjunta de mercado para investir na crescente indústria do turismo para estadias de cama e café da manhã nas aldeias circassianas e drusas, dando aos estrangeiros a oportunidade de experimentar as suas culturas.
Os circassianos são considerados "política e ideologicamente" mais próximos da sociedade israelita, embora ultimamente, "à margem", tem havido uma ênfase renovada na sua identidade islâmica, o que se pensa ser devido a islamofobia provenientes de alguns sectores da sociedade israelita. De acordo com Eleonore Merza"embora os circassianos israelenses sejam tratados de forma bastante diferente dos palestinos, continuam a ser ... muitas vezes vítimas de discriminação". Shlomo Hasson escreve que, por um lado, há elementos de igualdade, enquanto, por outro lado, há exclusão, desigualdade e discriminação prolongada". Por um lado, os circassianos em Israel exercem seus direitos civis. "Eles têm o direito de votar e ser eleitos para os órgãos representativos do Estado." No entanto, por outro lado, diz ele," há desigualdade entre judeus e minorias. Esta desigualdade exprime-se na discriminação na atribuição de recursos para a educação, para a administração local, no desemprego e na obtenção de emprego, e especialmente na função pública". Em 2009, ativistas circassianos e drusos pediram ao governo que cancelasse as polêmicas dotações de terras e aumentasse o financiamento para a comunidade circassiana. Segundo esses ativistas, os circassianos recebem menos do que os árabes ou comunidades religiosas haredis, apesar de "sessenta anos de lealdade". Em resposta aos protestos, o primeiro-ministro Benjamin Netanyahu pediu às comunidades circassiana e drusa "paciência", citando a crise financeira global que estava ocorrendo em 2009. Em 2011, em resposta às preocupações levantadas pelos activistas das comunidades circassiana e drusa, o Knesset israelita aprovou uma dotação de NIS 680 milhões para ajudar no desenvolvimento da educação, emprego, habitação e turismo, bem como assistência para as necessidades dos soldados drusos e circassianos dispensados, o projeto de lei foi aprovado com o apoio do Likud, Shas, e Yisrael Beiteinu.

### Dispersão geográfica
A comunidade circassiana de Israel concentra-se quase inteiramente nas aldeias de Kfar Kama (população c. 3.000) e Rehaniya (população c. 1.000). Em contraste com as comunidades circassianas de outros países do Médio Oriente, que perderam grande parte das suas tradições, os circassianos israelitas preservaram cuidadosamente a sua cultura. Mais de 90% dos circassianos regressam às suas aldeias depois de completarem o serviço militar e os estudos. Apesar da dificuldade de encontrar parceiros de casamento dentro de uma comunidade de 4.000, os circassianos israelenses evitam principalmente casamentos mistos. Embora alguns árabes tenham se mudado para Kfar Kama, eles rapidamente se integraram à sociedade local e não deixaram nenhuma impressão cultural duradoura. O casamento misto é amplamente considerado um tabu. Rehaniya absorveu um número maior de refugiados árabes deslocados internamente durante a guerra de 1948 e, como resultado, o casamento misto com não-circassianos, embora ainda evitado na maior parte, tornou-se mais aceitável. A maioria dos circassianos em Kfar Kama são shapsugs, enquanto aqueles em Rehaniya são principalmente abzakhs.

## Famílias circassianas em Israel
- Abrag (adigue: Абрэгь)
- Ashmuz ou Achmuzh or Achmiz (adigue: Ачъумыжъ)
- Bat (adigue: Бат)
- Batwash (adigue: БэтIыуашъ)
- Bghana (adigue: Бгъанэ)
- Blanghaps (adigue: БлэнгъэпсI)
- Choshha ou Shoshha (adigue: Чъушъхьэ)
- Gorkozh (adigue: ГъоркIожъ)
- Hadish (adigue: Хьэдищ)
- Hako ou Hakho (adigue: Хьэхъу)
- Hazal (adigue: Хъэзэл)
- Kobla (adigue: Коблэ)
- Lauz (adigue: ЛъыIужъ)
- Libai ou Labai (adigue: ЛIыпый)
- Nago (adigue: Наго)
- Napso (adigue: Нэпсэу)
- Nash (adigue: Наш)
- Natkho or Natcho (adigue: Натхъо)
- Qalyqu (adigue: Къалыкъу)
- Qatizh (adigue: Къэтыжъ)
- Sagas ou Shagash (adigue: Шъэгьашъ)
- Shamsi (adigue: Чъуэмшъо)
- Shogan (adigue: Шэугьэн)
- Shaga (adigue: Шъуагьэ)
- Thawcho (adigue: Тхьэухъо)
- Zazi (adigue: Зази)

## Pessoas notáveis
- Bibras Natcho (nascido em 1988), futebolista israelense-circassiano que jogou como um meio-campista para o time sérvio Partizan desde 19 de agosto de 2019, e serviu como capitão da seleção nacional de Israel até se aposentar do futebol internacional em 25 de março de 2023.
- Izhak Nash (nascido em 1989), futebolista israelense-circassiano que joga na Campeonato Israelense de Futebol.
- Nili Natkho (1982-2004), jogador de basquetebol israelense-circassiano que jogou pelo Maccabi Ra'anana e Elitzur Ramla.
- Yanal Ashmouz (nascido em 1996) lutador de UFC israelense-circassiano. O quarto lutador israelita na história da organização.